# Cataglyphis cursor
Cataglyphis cursor är en myrart som först beskrevs av Etienne Laurent Joseph Hippolyte Boyer de Fonscolombe 1846.  Cataglyphis cursor ingår i släktet Cataglyphis och familjen myror.

## Underarter
Arten delas in i följande underarter:
- C. c. aterrimus
- C. c. creticus
- C. c. cursor
- C. c. rockingeri

## Bildgalleri

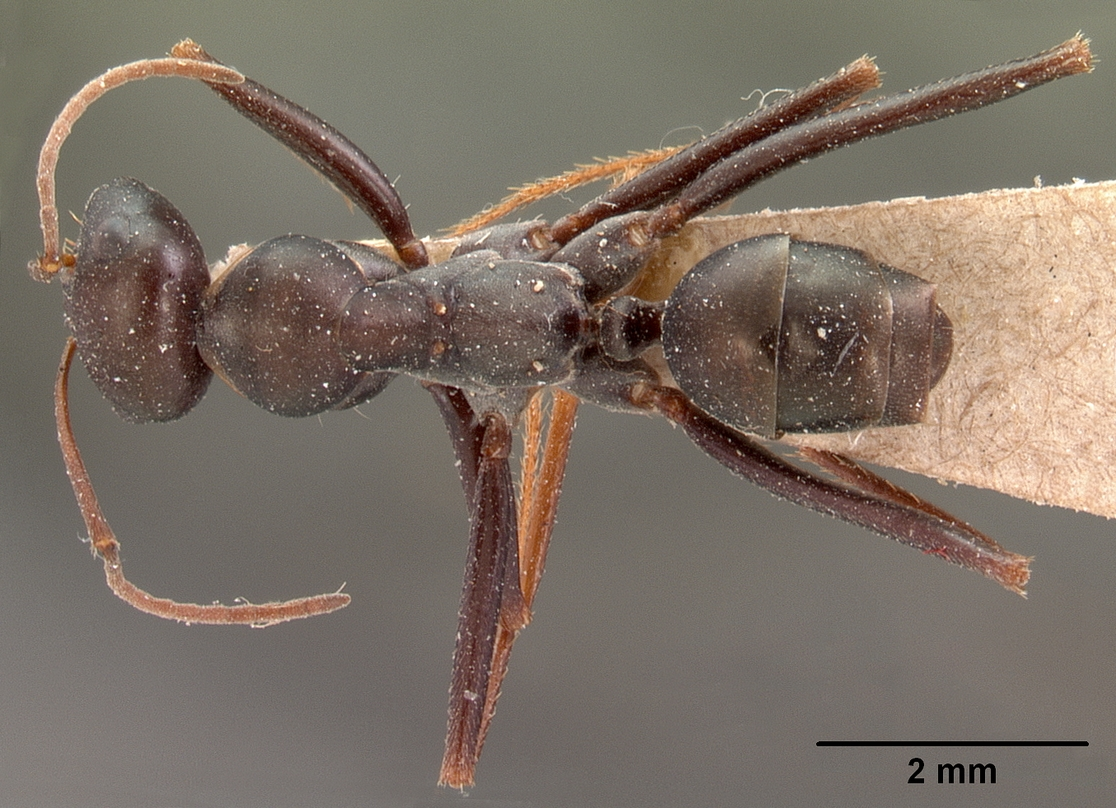